# Apiola inermis
Apiola inermis är en tvåvingeart som först beskrevs av Malloch 1930.  Apiola inermis ingår i släktet Apiola och familjen bredmunsflugor. Inga underarter finns listade i Catalogue of Life.